# Medicina esportiva

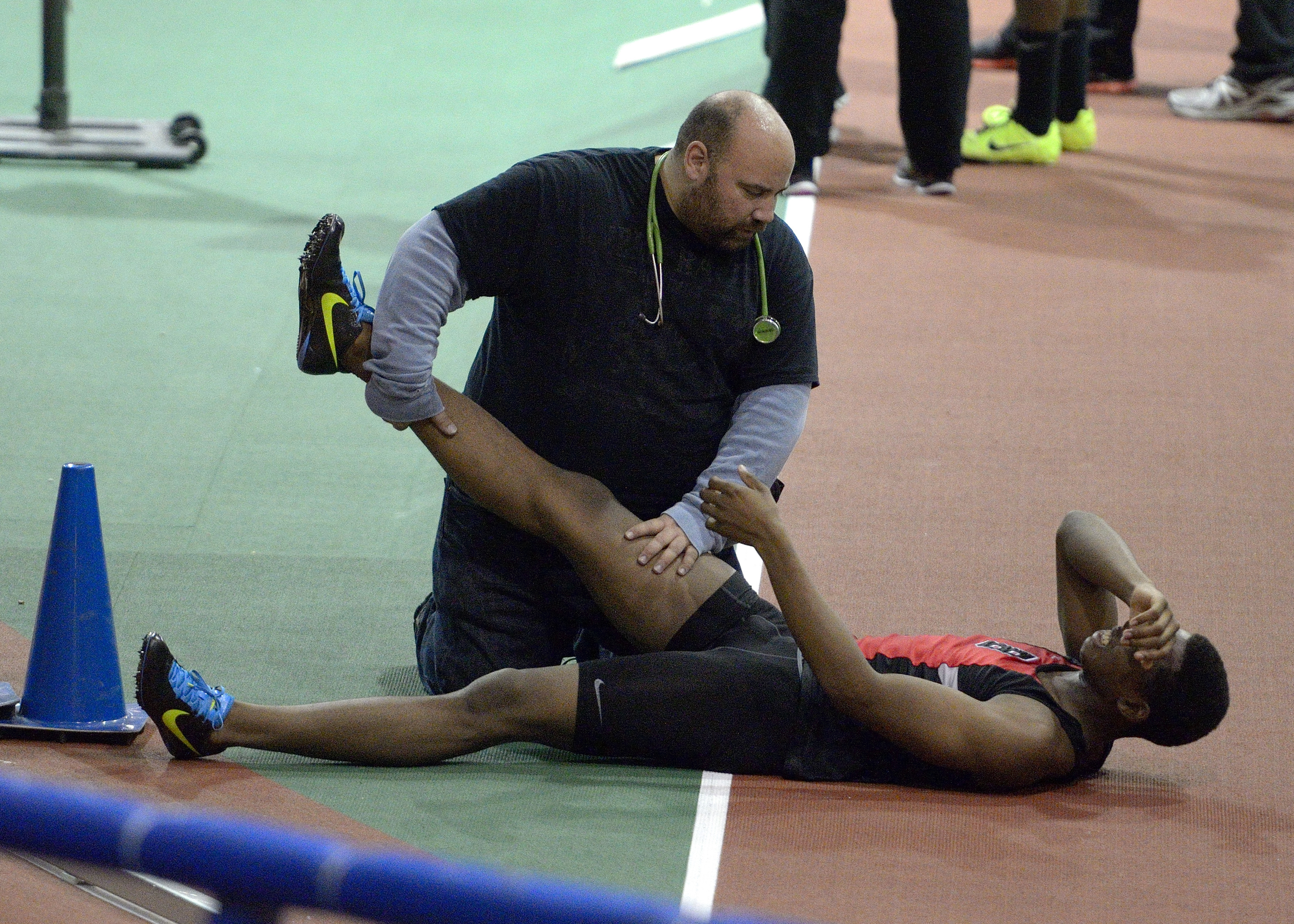
Medicina esportiva

La medicina esportiva és l'especialitat mèdica que estudia els efectes de l'exercici en l'esport i, en general, de l'activitat física, en l'organisme humà, des del punt de vista de la prevenció i el tractament de les malalties i lesions. També la hi denomina medicinade l'esport, medicina l'activitat física, medicina de l'educació física, medicina de l'exercici, medicina especialitzada en deportologia. Alguns opinen que el terme "Medicina de l'Esport" encara que utilitzat per alguns mitjans de comunicació, no és d'ús correcte, igual que no és correcte el terme "Medicina Treballadora" sinó "Medicina del Treball", en forma anàloga el terme correcte és "Medicina de l'Esport".
Està reconeguda com una branca de la medicina pel que existeixen cursos en diverses universitats, sigui dins d'un mestratge, especialització, subespecialització, curs tutelar o curs bàsic.
Aquesta diversitat dona com a resultat que l'orientació primària de l'especialista en Medicina esportiva pot variar segons el país de què es tracti. Així, en alguns països el metge esportiu és preferentment un metge clínic, en altres és un metge traumatòleg que es dedica a atendre lesions de l'esport o també es tracta d'un especialista o subespecialista en ergometria o proves d'esforç, en rehabilitació de pacients diabètics, o en prevenció de malalties cardiovasculars
Branques i disciplines de la medicina esportiva poden incloure a bàsiques (anatomia, fisiologia, biomecànica de l'exercici, etc.), clíniques (prevenció, tractament i rehabilitació de lesions i malalties) així com ciències aplicades (psicologia, nutrició, entrenament en l'esport, metrologia, cineantropometria, etc.).
Els principals comeses de la medicina esportiva són:
- Missió preventiva.
- Missió orientadora.
- Missió curativa.

## Lesions esportives comunes
Enrampada muscular:
L'enrampada és la contracció involuntària, persistent i dolorosa d'un o diversos músculs. Aquest fenomen s'explica per una acció nerviosa a distància o per una dificultat vascular. Les raons d'aquests desajustos múltiples són: fred, cansament, posició defectuosa, error dietètic, dèficit de sal a l'organisme, etc. Pel que fa al tractament, des del moment en què apareix una enrampada, el tractament consisteix a estirar el múscul contret, al que seguidament es fa un massatge. En el cas d'una enrampada molt forta, s'ha d'aplicar calor, o fred a una certa distància del múscul. Pel que fa a la prevenció de les enrampades varia segons la seva causa. Si es deuen al fred, un escalfament previ i massatges amb pomades, que permeten la reducció de l'aparició d'aquestes. Els banys amb aigua freda, també són una prevenció per no patir enrampades.